# La Bifle
Cet article concerne le court métrage de Jean-Baptiste Saurel. Pour la pratique sexuelle, voir Bifle.
La Bifle est un court métrage français réalisé par Jean-Baptiste Saurel, sorti en 2012 et  sélectionné à La Semaine de la critique lors du Festival de Cannes.

## Synopsis
Francis est le patron d'un vidéo-club. Il est amoureux de son employée, Sonia, mais il n'ose lui avouer ses sentiments car il complexe sur la taille de son sexe. Et Sonia n'a d'yeux que pour Ti-Kong, star de films de Kung-fu dans lesquels, grâce à son énorme phallus, il élimine ses adversaires par de violentes bifles (contraction des mots « bite » et « gifle », une bifle est un coup asséné avec un pénis). Lorsque Sonia se voit proposer un petit rôle dans le prochain film de Ti-Kong, elle ne peut contenir sa joie : son rêve d'être biflée par son héros va enfin se réaliser. Mais Francis, lui, s'inquiète pour elle : certaines actrices biflées par la star ont gardé d'importantes séquelles physiques.
Ne pouvant ni la convaincre de renoncer à ce rôle, ni l'empêcher d'y aller, Francis comprend que, pour sauver Sonia, il va falloir qu'il affronte Ti-Kong sur son propre terrain : la Bifle.

## Fiche technique
- Réalisation et scénario : Jean-Baptiste Saurel
- Image : Julien Roux
- Son : Nicolas Waschkowski
- Montage : Nicolas Desmaison
- Décor : Sidney Dubois
- Musique : Manuel Peskine
- Producteur : Amaury Ovise
- Sociétés de production : Kazak Productions
- Pays d'origine :  France
- Langue : français
- Genre : Comédie
- Durée : 25 minutes

## Distribution
- Franc Bruneau : Francis
- Vanessa Guide : Sonia
- David Nuñes : Feng Shui
- Cyril Guei : Marcus
- Thevada Dek :Ti-Kong

## Sélections en festival
- Sélection à La Semaine de la critique 2012[2]

## Projet et réalisation
Le film a été tourné à Rouen au mois de mars 2012 en une dizaine de jours. 
Jean-Baptiste Saurel, ancien étudiant en réalisation à la Fémis (promotion 2009) a déclaré vouloir par ce film « régler ses comptes avec [son] adolescence » et  exorciser ses complexes en racontant l'histoire d'une « réconciliation entre un homme et son pénis ». Les complexes dont il parle (exigences de performance, de taille de sexe...) lui auraient fait passer une adolescence difficile et c'est leur résolution qu'il souhaite aborder dans ce film. Il affirme que ce court métrage serait donc pour lui « la vengeance de la petite bite ».

## Accueil

### Accueil critique
Le magazine Première est extrêmement positif sur le film. Il estime que loin de l'aspect « potache » auquel on aurait pu s'attendre, ce court-métrage, « un des projets français les plus intrigants du Festival de Cannes 2012 » porte la marque d'une véritable cohérence, et possède « un vrai sujet » : les difficultés de compréhension entre un homme « complexé par son manque de virilité », et celle qu'il aime, à la recherche d'expériences nouvelles. Le critique vante l'humour noir du film et ses « audaces visuelles tout bonnement ahurissantes. » Il compare l'univers du film à celui de Judd Apatow et la dernière scène à « une version pornographique de Kill Bill. » Il note enfin que si le film ne contient aucune scène de sexe, « les amateurs de pénis géants et de décolletés plongeants trouveront eux leur compte » dans cette « réécriture salée et survoltée » des comédies sentimentales hollywoodiennes.

### Accueil public
Si le court métrage n'a pas été exploité en salles, le site 20min.ch note en mai 2012 qu'une séquence aux dialogues « savoureux » postée sur YouTube a enregistré plus de 120 000 vues en seulement quatre jours créant un véritable « buzz sur internet. »

## Analyse
Francis est, selon le réalisateur, un jeune homme « englué dans une adolescence rancunière » qui va devoir changer son regard sur son sexe s'il veut arriver à séduire celle qu'il aime. Il s'agit d'un « héros tendre », hors de l'idée de la virilité habituelle. À l'inverse le personnage de Sonia est « brusque » et parle de manière directe de sexe, ce qui est habituellement l'apanage des personnages masculins. Par exemple, lorsqu'elle essaye d'obtenir une demi-journée de libre pour aller tourner dans le film de Ti-Kong, elle propose crument à Francis une fellation en lui disant « Si tu me laisses y aller je te suce. » En choisissant de montrer un personnage à la féminité différente de ce qu'on voit habituellement au cinéma, le réalisateur pense permettre d'y montrer un type de virilité lui aussi particulier.
La scène de l'arrivée de Ti-Kong, où l'on découvre son pénis géant, vision à la fois stupéfiante et drôle, a pour fonction de « créer du chaos » pour mieux aider le personnage de Francis à grandir. Le « concours de bites » qu'on peut trouver à l'adolescence est ici matérialisé par un « très littéral combat de pénis. »